# Váncsay János
Váncsay János, Vancsay (Csütörtök, Pozsony vármegye, 1743 körül – Hugad, 1806. július 15.) bölcseleti magister, választott püspök, esztergomi prépost-kanonok.

## Élete
Mint a Szent István-papnevelő növendéke, a bölcseletből 1766-ban baccalaureus, 1767-ben pedig magister lett. Befejezvén tanulmányait, 1772. július 8-án pozsonyi karkáplánná, 1773. május 16-án segédlelkésszé nevezték ki. 1774-ben tanulmányi felügyelő lett a Pázmáneumban, ahonnét 1775. január 25-én Szencre ment plébánosnak; 1777-ben alesperesnek, 1790. május 8-án esztergomi kanonoknak nevezték ki. 
1793-ban házasságvédő lett az esztergomi szentszéknél, 1796-ban pedig a királyi tábla papja. 1803. november 25-én nyitrai főesperessé és 1805. március 7-én szentistváni préposttá lépett elő. Bírta a Szent Andrásról nevezett visegrádi apátságot és a novi választott püspöki címet.

## Munkái
- Halotti dicséret mellyben a néh. Német-Ujvári gróf Batthyány Józsefnek... Magyarország prímásának, nagy érdemeit élő nyelvel hirdette, midőn Posonyban 1799... gyászos egyházi pompával tisztelték. Pozsony.
- Köszöntő beszéd, mellyel Méltgs Semsey András urat, mint nagy érdemű elől-űlőjét a t. itélő kir. tábla tisztelte, midőn fényes birói székében elsőülését veve. Pest, 1802.